# Thor Heyerdahlarchief

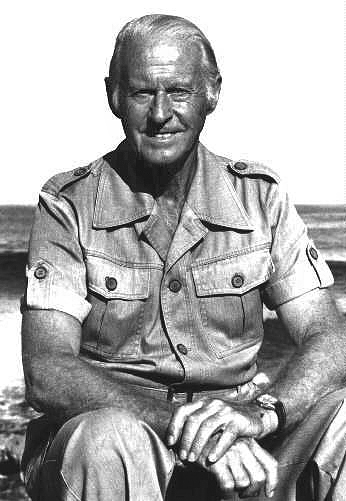
Thor Heyerdahl

Het Thor Heyerdahlarchief is de nalatenschap van de Noorse antropoloog en ontdekkingsreiziger Thor Heyerdahl. De veelsoortige documenten (foto's, films, geschreven documenten) geven een uniek beeld van het leven en werk van een van de bekendste ontdekkingsreizigers van de 20e eeuw, die een inspiratie was voor vele anderen. In 2011 werd het archief toegevoegd aan de Werelderfgoedlijst voor documenten van de Unesco.

## Achtergrond
Thor Heyerdahl was een Noors antropoloog, schrijver, ontdekkingsreiziger en avonturier die als een echte wereldburger kan gezien worden. Hij was geïnteresseerd in de manier waarop verschillende culturen elkaar beïnvloed hebben doorheen de geschiedenis. Zijn oceaanreizen met het balsahouten vlot Kon-Tiki over de Grote Oceaan, met de papyrusrieten boten Ra en Ra II over de Atlantische Oceaan en met de Tigris over de Indische Oceaan toonden aan dat het mogelijk was om van het ene naar het andere continent te reizen met schepen die gebouwd zijn met oude technologieën.
Heyerdalh werd wereldberoemd door zijn zee-expedities en zijn archeologische projecten. Van zijn 20 boeken zijn er meer de 100 miljoen kopijen verkocht, in meer dan 70 talen. De documentairefilm Kon-Tiki, over zijn expeditie met het gelijknamige vlot, werd bekroond met een Oscar voor beste documentaire.

## Inhoud van het erfgoed
Het archief bestaat uit foto's, films, manuscripten en documenten van historische, artistieke en culturele waarde. Het wordt beheerd door het Kon-Tiki Museum en de Nationale Bibliotheek van Noorwegen in Oslo.
De foto's tonen Heyerdahls werk en expedities van 1937 tot aan zijn dood in 2002. Zijn expedities zijn ook allemaal gefilmd en het archief bevat zowel onbewerkte filmbeelden als afgewerkte films. Het beeldmateriaal toont culturen en tradities die grote wijzigingen hebben ondergaan onder invloed van de moderne samenleving. Sommige van de foto's en films zijn daarom uniek, omdat zij gemaakt zijn op plaatsen vóór de modernisering en mondialisering er zich voltrok en zij een beeld geven van hoe deze plaatsen er voorheen uitzagen, bijvoorbeeld op Paaseiland en in de cultuur van de Moerasarabieren in Irak. Dit maakt deze documenten belangrijk, zowel voor de lokale gemeenschappen als voor de moderne wereld.
De documenten omvatten dagboeken, originele manuscripten van boeken en artikels, brieven, expeditieplannen, artikels en knipsels uit kranten en tijdschriften.
Het documentair erfgoed toont hoe Heyerdahls expedities tot de verbeelding spraken van de hele wereld. Heyerdahls werk heeft - naast dat van anderen - de visie van het Westen op inheemse volkeren veranderd. Inheemse volkeren werden gezien als volkeren zonder geschiedenis, in een strikt Europese definitie van het woord. Heyerdahls ondernemingen toonden aan dat deze culturen wel degelijk een geschiedenis bezaten met praktische kennis die genegeerd werd of vergeten was door de moderne mens.
Daarnaast toont het erfgoed ook de invloed van Heyerdahls expedities op de wetenschap, en meer bepaald de maritieme experimentele archeologie. Kon-Tiki was niet de eerste replica van een historisch vaartuig, maar wel de eerste die ingezet werd in een experiment om een theorie over de verplaatsing van volkeren te testen.